# Cristòfol de Dohna-Carwinden
Cristòfol de Dohna-Carwinden — Christoph Delphicus von Dohna (alemany) — va néixer a Delft (Holanda) el 4 de juny de 1628 i va morir a Londres el 21 de maig de 1668. Va ser un militar i diplomàtic que havia emigrat de Prússia a Suècia, on arribà a mariscal de camp. Era fill de Cristòfol II de Dohna (1583-1637) i de la princesa Úrsula de Solms-Braunfels (1594-1657).
Dohna era descendent d'una família noble d'origen silesià, amb estrets lligams familiars amb el calvinista Frederic Enric d'Orange, l'estatúder dels Països Baixos. El 1658 es va casar amb la comtessa sueca Anna d'Oxenstierna (1620-1690), filla de Gabriel Oxenstierna (1586-1656) i d'Anna Baner (1585-1656). El matrimoni va tenir una filla, Amàlia de Dohna-Carwinden (1661-1724), casada amb Alexandre de Dohna-Schlobitten (1661-1728).
El seu pare havia estat un dels homes que van ajudar a l'elector palatí Frederic V per obtenir el regne de Bohèmia, una de les principals causes de la Guerra dels Trenta Anys.
El 1652, Cristòfol va arribar a Suècia on va esdevenir el favorit de la reina Cristina de Suècia. Es va convertir en el coronel de la Guàrdia Reial el 1653 i va ser ascendit a general el 1654. Va prendre part en la Guerra del Nord de 1655-1660 i en la de Bremen de 1665-1666, quan va ser promogut a mariscal de camp. Va ser un dels membres de la delegació sueca a La Haia el 1667 i va participar en les negociacions de pau entre Anglaterra i els Països Baixos a Breda. Va negociar la Triple Aliança (1668) entre aquests països i Suècia, però va morir mentre era a Londres en aquesta missió.